# Matevž Novak
Matevž Novak, slovenski klarinetist in dirigent, * 9. junij 1976.
Leta 1999 je kot klarinetist diplomiral na Akademiji za glasbo v razredu prof. Jožeta Kotarja, leta 2003 pa uspešno zaključil študij dirigiranja pri prof. Janu Cobru v Trentu (Italija).
12 let je bil dirigent Pihalnega orkestra Kočevje s katerim je dosegel nekaj vidnih rezultatov (prvo mesto na 1. mednarodnem tekmovanju pihalnih orkestrov v Sloveniji). Leta 2007 je prevzel dirigentsko mesto Pihalnega orkestra Krka. Vodi še Pevsko skupino Prijatelji, Moški pevski zbor Svoboda Kočevje in Mladinski zbor Deorina Celinke, aktivno pa sodeluje tudi z Zborom Deorina, ki ga vodi Sabina Devjak Novak. 10 let je bil zaposlen v Orkestru slovenske policije, ter 10 let kot koordinator območne izpostave JSKD Kočevje. Od leta 2021 je koordinator za kulturo na Zavodu Novo mesto.
Julija 2010 je z Pihalnim orkestrom Krka osvojil Grand Prix Madžarske, absolutno 1. mesto in priznanje za najboljšo izvedbo  na Mednarodnem tekmovanju pihalnih orkestrov v mestu Pécs (H), 2012 je s PO Krka zmagal na slovenskem tekmovanju pihalnih orkestrov v Laškem, v koncertni skupini. 2015 je s PO Krka tekmoval v Rivi del Garda, ter osvojil več nagrad: grand prix zmagovalec, najboljša izvedena obvezna skladba in priznanje za najboljšega dirigenta celotnega tekmovanja.